# Coleophora excellens
Coleophora excellens é uma espécie de mariposa do gênero Coleophora pertencente à família Coleophoridae.